# Spółdzielcza Kasa Oszczędnościowo-Kredytowa im. Zygmunta Chmielewskiego
Spółdzielcza Kasa Oszczędnościowo-Kredytowa im. Zygmunta Chmielewskiego (SKOK Chmielewskiego) to polska instytucja finansowa o charakterze spółdzielczym, działająca od 1994 roku. Kasa jest jednym z największych podmiotów tego typu w Polsce.

## Historia
SKOK Chmielewskiego powstała w 1994 roku na terenie Fabryki Samochodów Ciężarowych w Lublinie z inicjatywy Komisji Zakładowej NSZZ „Solidarność”. W maju tego roku udzielono pierwszych pożyczek oraz przyjęto depozyty. Początkowo działalność Kasy koncentrowała się na pracownikach fabryki, jednak już wkrótce otworzono oddziały dla innych grup zawodowych w regionie.

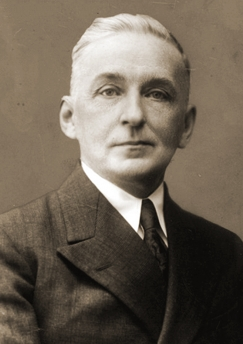
Patron SKOK Chmielewskiego – Zygmunt Chmielewski

W 2000 roku Kasa przyjęła obecną nazwę na cześć Zygmunta Chmielewskiego, wybitnego działacza spółdzielczości, który był pionierem w tworzeniu spółdzielni mleczarskich oraz autorem podstaw teoretycznych spółdzielczości rolniczej w Polsce.
W marcu 2021 roku KNF wyraziła zgodę na połączenie SKOK im. Zygmunta Chmielewskiego (kasa przejmująca) ze SKOK Małopolska (kasa przejmowana), a w grudniu 2022 roku na połączenie ze SKOK im. Stanisława Adamskiego (kasa przejmowana).

## Działalność
W 2024 r. SKOK Chmielewskiego prowadził działalność w 91 oddziałach, w 11 województwach, posiadając ponad 200 tys. członków.

### Usługi finansowe
SKOK Chmielewskiego oferuje szeroką gamę produktów finansowych, w tym:
- Konta osobiste (ROR Ponadczasowe, Konto dla Młodzieży, ROR Student),
- Pożyczki i kredyty, w tym pożyczki online dostępne przez system eSKOK,
- Karty wielowalutowe VISA EKO wykonane z ekologicznych materiałów,
- Ubezpieczenia we współpracy z SALTUS Ubezpieczenia.

### Bankowość elektroniczna
Kasa udostępnia nowoczesne narzędzia takie jak aplikacja mobilna mSKOK i platforma eSKOK, umożliwiające zarządzanie finansami 24/7. Dzięki nim klienci mogą wykonywać przelewy, zarządzać oszczędnościami i aktywować karty płatnicze z poziomu telefonu.

### Działalność społeczna
SKOK Chmielewskiego angażuje się w inicjatywy społeczne i charytatywne. Wspiera lokalne projekty kulturalne, sportowe i edukacyjne.